# Carmen Reinhart
Carmen Reinhart (L'Avana, 7 ottobre 1955) è un'economista cubana naturalizzata statunitense.

## Biografia
Si è trasferita negli USA nel Gennaio del 1966 insieme alla propria famiglia.
Ha trascorso i primi anni in California e successivamente si è spostata nel sud della Florida. Ha compiuto i propri studi presso la Florida International University e la Columbia University sotto la supervisione di Robert Mundell. Dal 2001 collabora anche con il Fondo monetario internazionale.

## Ricerca
Si occupa soprattutto di Macroeconomia e Finanza internazionale. I suoi lavori sono stati pubblicati su importanti riviste di Economia. Nel 2010 divenne celebre a livello internazionale per aver scritto e pubblicato insieme al collega dell'Università di Harvard Kenneth Rogoff il saggio Growth in a Time of Debt su The American Economic Review. In tale studio si afferma che esiste una pericolosa correlazione tra crescita del Debito pubblico e Crescita economica; infatti un livello del Debito pari a circa il 90% del PIL comprime di molto la crescita. Da qui l'idea che gli Stati con elevato livello di indebitamento debbano sforzarsi per ridurre il proprio Rapporto Debito/PIL e il Deficit pubblico.

## Critiche
Tale tesi è stata fortemente criticata da Thomas Herndon, Robert Pollin e Michael Ash i quali hanno sostenuto che lo studio fosse viziato da Bias statistico. In seguito il FMI ha rintracciato e rimosso l'errore affermando però che i risultati cui sono giunti gli autori risultano sostanzialmente corretti.Secondo Krugman ("The Excel depression", April 18 2013)gli errori furono trovati da uno studente di dottorato dell'Università di Amherst in Massachusetts.I tassi di crescita medi dei paesi a elevato debito non sarebbero -0,1% ma bensì + 2,2%  

## Vita privata
È sposata con Vicent Reinhart con il quale ha un figlio.

## Principali Pubblicazioni
Graciela L. Kaminsky and Carmen Reinhart. (1999). "The Twin Crises: The Causes of Banking and Balance-of-Payments Problems". American Economic Review.
Kenneth Rogoff and Carmen Reinhart. (2009). This Time is Different: Eight Centuries of Financial Folly. Princeton University Press.